# Pierre Dux
Pierre Dux, född Pierre Alexandre Martin 21 oktober 1908 i Paris, död 1 december 1990 i samma stad, var en fransk skådespelare.

## Roller i urval
- 1947 – Inferno
- 1955 – Kärleksmanöver
- 1958 – Spionrazzia
- 1961 – Tycker ni om Brahms ...
- 1962 – Dagen och timmen
- 1964 – Patate
- 1966 – Brinner Paris?
- 1969 – Z – han lever
- 1975 – De måste dömas
- 1988 – Franska stunder